# Saint-Paulet-de-Caisson
Saint-Paulet-de-Caisson é uma comuna francesa na região administrativa de Occitânia, no departamento de Gard. Estende-se por uma área de 16,88 km². Em 2010 a comuna tinha 1 879 habitantes (densidade: 111,3 hab./km²).